# Бивачное снаряжение
Бива́чное снаряже́ние — разновидность снаряжения для организации места отдыха (бивака) при деятельности, связанной с преодолением естественных природных препятствий (экспедиция, спортивный туризм, альпинизм, скалолазание, спелеология).
Инвентарь для бивака включает:
- палатки
- спальные мешки
- бивуачные мешки
- коврики
- примусы
- портативные газовые плиты
- портативные печки
- инструменты для заготовки дров: пилы, топоры
- оборудование для приготовления пищи: котелки, кастрюли, автоклавы и др.
- другие виды туристского и альпинистского снаряжения, используемого во время бивака

## Галерея бивачного инвентаря
- Бивуачный тент.
- Палаточный лагерь под Аконкагуа, Чили.
- Современные палатки.
- Спальный мешок.
- Портативная газовая горелка.
- Портативная газовая горелка.
- Коврик.